# Fading
Em comunicação sem fio, fading é o desvio da atenuação que um sinal de telecomunicação de frequência modulada pelo portador experimenta sob certos meios de propagação. O fading pode variar de acordo com o tempo, posição geográfica ou frequência de rádio, e é frequentemente definido como um processo estocástico.